# Lahstedt
Lahstedt is een voormalige gemeente in de Duitse deelstaat Nedersaksen. De gemeente maakte deel uit van het Landkreis Peine. De gemeente werd gevormd in 1971. In 2015 werd de gemeente opgeheven en toegevoegd aan de gemeente Ilsede. Er woonden toen bijna 10.000 mensen. De gemeente bestond uit de kernen Adenstedt, Gadenstedt, Groß Lafferde, Münstedt en Oberg.
- Gemeinsame Normdatei: 4439354-4
- Library of Congress Control Number: n79079706
- Nationale Bibliotheek van Israël: 987007548089405171
- Virtual International Authority File: 130174053
- WorldCat: E39PBJfx4R7WdYt4V7MRGK7rbd

Edemissen · 
Hohenhameln · 
Ilsede · 
Lahstedt · 
Lengede · 
Peine · 
Vechelde · 
Wendeburg